# Zodarion isabellinum
Zodarion isabellinum är en spindelart som beskrevs av Simon 1870. Zodarion isabellinum ingår i släktet Zodarion och familjen Zodariidae.
Artens utbredningsområde är Spanien. Inga underarter finns listade i Catalogue of Life.